# Goeiemorgen, morgen
Goeiemorgen, morgen (укр. — Доброго ранку, ранок) — пісня і сингл бельгійського дуету Ніколь і Х'юго. З цією піснею вони мали представляти Бельгію на Євробаченні 1971 року у столиці Ірландії Дубліні. Проте за тиждень до конкурсу Ніколь злягла з жовтяницею. В результаті дуету довелося відмовитися від участі на «Євробаченні» в останню хвилину. До цього Бельгія ніколи не пропускала конкурс, і було важливо, щоб так і тривало. Саме тому BRT вирішили відправити ту ж пісню, але вибрати новий дует — Лілі Кастел та Жак Реймонд. Їх негайно посадили на літак до Ірландії. Тільки на борту вони вперше заспівали пісню та відрепетирували танцювальні рухи.
Однак це було марно. Пісня не набрала багато балів у Дубліні, частково тому, що Реймонд не надто плавно рухався на сцені. Разом із Югославією вони розділили 14-те місце із 68 очками. Ніколь і Х'юго дозволили представляти свою країну через 2 роки, цього разу з піснею Baby, baby.
Пісня стала вірусною в україномовнному сегменті Інтернету у 2022 році через неблагозвучність слова goeie (з нід. - «хороший», укр. вимовляється як «хує»)  в слов'янських мовах. Увагу здивованих слухачів привернуло слово Goeiemorgen (укр. добрий ранок), що українською звучить як «хуєморген».

## Результат
| Місце | Країна     | Виконавець                 | Пісня                | Очки |
| ----- | ---------- | -------------------------- | -------------------- | ---- |
| 13    | Люксембург | Монік Мельсен              | Pomme, Pomme, Pomme  | 70   |
| 14    | Бельгія    | Лілі Кастел та Жак Реймонд | Goeiemorgen, morgen  | 68   |
| 14    | Югославія  | Крунослав Слабінац         | Tvoj dječak je tužan | 68   |
| 16    | Австрія    | Маріанне Мендт             | Musik                | 56   |